# Jadvyga Zinkevičiūtė
Jadvyga Zinkevičiūtė (* 7. November 1949 in Trakai) ist eine litauische  Politikerin und derzeit stellvertretende Gesundheitsministerin.

## Leben
Nach dem Abitur an der Mittelschule absolvierte Zinkevičiūtė von 1968 bis 1973 das Diplomstudium der Mikrobiologie an der Fakultät für Naturwissenschaften und 1986 promovierte zum Doktor an der Vilniaus universitetas. Von 1973 bis 1986 arbeitete sie am Forschungsinstitut für Enzymologie. Von 1993 bis 1998 war sie wissenschaftliche Oberassistentin, Jahrgangskuratorin, Leiterin der Bachelor- und Masterarbeiten, Oponentin der Dissertationen an der Vilniaus universitetas. Von 1993 bis 2003 lehrte sie an der höheren Schule für Medizin Vilnius. Von 1999 bis 2000 war sie Leiterin für Promotionsstudium an der  Lietuvos teisės universitetas. Von 2004 bis 2008 war sie Mitglied im Seimas (sie wurde im Wahlbezirk Naujoji Vilnia ausgewählt). Von 2009 bis 2013 arbeitete sie als stellvertretende Filialdirektorin bei Kliniken Santariškės. Seit März 2013 ist sie stellvertretende Gesundheitsministerin Litauens im Kabinett Butkevičius (16. Regierung).
Seit 2004 ist Zinkevičiūtė Mitglied der Darbo partija.
Zinkevičiūtė hat die Tochter Rasa.
Sie spricht polnisch, russisch, französisch und englisch.